# AFC Challenge Cup 2014
AFC Challenge Cup 2014 był 5. i ostatnią edycją turnieju dla najmniej rozwiniętych piłkarskich państw AFC, tak zwanej "grupy powstającej". Przed rozpoczęciem każdej edycji rozgrywek AFC dokonuje podziału reprezentacji na 3 grupy: rozwinięte, rozwijające się i powstające. Rozgrywany był w dniach 19 maja - 30 maja 2014. Uczestniczyło w nim 8 azjatyckich reprezentacji wyłonionych z kwalifikacji. Zwycięzca turnieju kwalifikuje się do Pucharu Azji 2015.

## Wybór gospodarza
AFC zdecydowała, że od tej edycji gospodarz turnieju będzie miał pewny start w turnieju bez konieczności przechodzenia przez eliminacje. Swoje oferty do organizacji turnieju zgłosiły cztery kraje: Indie, Filipiny, Malediwy oraz Tadżykistan. 13 listopada 2012 roku AFC ogłosiła, że w walce o organizacje turnieju pozostały tylko Malediwy i Filipiny. Ostatecznie prawo organizacji imprezy otrzymał pierwszy z tych krajów.

## Stadiony
Po przyznaniu Malediwom prawa organizacji turnieju dwa stadiony, które miały być areną zmagań musiały przejść prace renowacyjne. Rozpoczęły się one w połowie stycznia 2014 roku i miały według wykonawców zakończyć się w ciągu 90 dni. Ostatecznie prace ukończono zaledwie kilka dni przed rozpoczęciem turnieju. 12 maja 2014 roku nastąpiło otwarcie "Stadionu Narodowego", który od teraz nazywał się National Football Stadium. 6 dni później do użytku oddano drugi z obiektów, a jego nazwę zmieniono na Addu Football Stadium.
| Piłkarski Stadion Narodowy | Addu Football Stadium |
| Pojemność: 13 000          | Pojemność: 5 000      |
|                            |                       |

## Zespoły
- Malediwy - gospodarz
- Mjanma - zwycięzca grupy A
- Kirgistan - zwycięzca grupy B
- Afganistan - zwycięzca grupy C
- Palestyna - zwycięzca grupy D
- Filipiny - zwycięzca grupy E
- Laos - najlepsza drużyna z drugich miejsc
- Turkmenistan - druga najlepsza drużyna z drugich miejsc

## Losowanie grup
8 zakwalifikowanych drużyn przed losowaniem zostało podzielonych na cztery koszyki po dwie drużyny w każdym. Podziału dokonano ze względu na wyniki w poprzedniej edycji turnieju, z wyjątkiem reprezentacji gospodarzy, która automatycznie trafiła do pierwszego koszyka. Losowanie odbyło się 12 lutego 2014 roku.
| Koszyk nr 1           | Koszyk nr 2        | Koszyk nr 3          | Koszyk nr 4 |
| --------------------- | ------------------ | -------------------- | ----------- |
| Malediwy Turkmenistan | Filipiny Palestyna | Kirgistan Afganistan | Laos Mjanma |

## Faza grupowa

### Grupa A
| Zespół    | M | W | R | P | Br+ | Br- | +/- | Pkt |
| --------- | - | - | - | - | --- | --- | --- | --- |
| Palestyna | 3 | 2 | 1 | 0 | 3   | 0   | +3  | 7   |
| Malediwy  | 3 | 1 | 1 | 1 | 4   | 3   | +1  | 4   |
| Kirgistan | 3 | 1 | 0 | 2 | 1   | 3   | -2  | 3   |
| Mjanma    | 3 | 1 | 0 | 2 | 3   | 5   | -2  | 3   |

Wszystkie godziny rozpoczęcia meczów podano w czasie CET.
| 19 maja 2014 13:00 | Palestyna · Abuhabib 90+6' | 1–0Raport | Kirgistan | Piłkarski Stadion Narodowy, Malé Widzów: 500 Sędzia: Yudai Yamamoto |
|                    |                            |           |           |                                                                     |

| 19 maja 2014 18:00 | Malediwy · Umair 55' · Ashfaq 90+6' | 2–3Raport | Mjanma · Kyaw Ko Ko 39', 90+5' · Nyein Chan Aung 45+1' | Piłkarski Stadion Narodowy, Malé Widzów: 8 300 Sędzia: Abdullah Balideh |
|                    |                                     |           |                                                        |                                                                         |

| 21 maja 2014 13:00 | Mjanma | 0–2Raport | Palestyna · Abuhabib 45+4' · Nu'man 50' | Piłkarski Stadion Narodowy, Malé Widzów: 600 Sędzia: Nagor Amir Mohamed |
|                    |        |           |                                         |                                                                         |

| 21 maja 2014 18:00 | Kirgistan | 0–2Raport | Malediwy · Ashfaq 61', 71' | Piłkarski Stadion Narodowy, Malé Widzów: 8 000 Sędzia: Wang Di |
|                    |           |           |                            |                                                                |

| 23 maja 2014 18:00 | Malediwy | 0–0Raport | Palestyna | Piłkarski Stadion Narodowy, Malé Widzów: 8 300 Sędzia: Yudai Yamamoto |
|                    |          |           |           |                                                                       |

| 23 maja 2014 18:00 | Kirgistan · Verevkin 18' | 1–0Raport | Mjanma | Addu Football stadion, Addu Widzów: 300 Sędzia: Ko Hyung-jin |
|                    |                          |           |        |                                                              |

### Grupa B
| Zespół       | M | W | R | P | Br+ | Br- | +/- | Pkt |
| ------------ | - | - | - | - | --- | --- | --- | --- |
| Filipiny     | 3 | 2 | 1 | 0 | 4   | 0   | +4  | 7   |
| Afganistan   | 3 | 1 | 2 | 0 | 3   | 1   | +2  | 5   |
| Turkmenistan | 3 | 1 | 0 | 2 | 6   | 6   | 0   | 3   |
| Laos         | 3 | 0 | 1 | 2 | 1   | 7   | -6  | 1   |

Wszystkie godziny rozpoczęcia meczów podano w czasie CET.
| 20 maja 2014 13:00 | Turkmenistan · Baýramow 42' · Durdyýew 50' (k.), 85' · Keodouangdeth 55' (sam.) · Hojaahmedow 87' | 5–1Raport | Laos · Sayavutthi 34' | Addu Football stadion, Addu Widzów: 500 Sędzia: Ko Hyung-jin |
|                    |                                                                                                   |           |                       |                                                              |

| 20 maja 2014 19:00 | Filipiny | 0–0Raport | Afganistan | Addu Football stadion, Addu Widzów: 500 Sędzia: Valentin Kovalenko |
|                    |          |           |            |                                                                    |

| 22 maja 2014 13:00 | Laos | 0–2Raport | Filipiny · Rota 41' · Reichelt 63' | Addu Football stadion, Addu Widzów: 300 Sędzia: Dmitriy Mashentsev |
|                    |      |           |                                    |                                                                    |

| 22 maja 2014 18:00 | Afganistan · Amiri 45+1' · Hatifi 61' · Shayesteh 86' | 3–1Raport | Turkmenistan · Muhadow 64' | Addu Football stadion, Addu Widzów: 1 500 Sędzia: Jameel Juma |
|                    |                                                       |           |                            |                                                               |

| 24 maja 2014 13:00 | Turkmenistan | 0–2Raport | Filipiny · P. Younghusband 49' · Reichelt 73' | Piłkarski Stadion Narodowy, Malé Widzów: 500 Sędzia: Nagor Amir Mohamed |
|                    |              |           |                                               |                                                                         |

| 24 maja 2014 13:00 | Afganistan | 0–0Raport | Laos | Addu Football stadion, Addu Widzów: 600 Sędzia: Valentin Kovalenko |
|                    |            |           |      |                                                                    |

## Faza pucharowa
Od tej rundy w przypadku remisu po 90 minutach gry zarządzana będzie 30 minutowa dogrywka, a jeżeli również ona nie przyniesie rozstrzygnięcia sędzia zarządzi rozegranie serii rzutów karnych dla wyłonienia zwycięzcy.
|  |                                             |                  |           |                                             |   |           |           |       |
|  | Półfinały                                   | Półfinały        | Półfinały |                                             |   | Finał     | Finał     | Finał |
|  | Półfinały                                   | Półfinały        | Półfinały |                                             |   | Finał     | Finał     | Finał |
|  | 27.05.14 – Piłkarski Stadion Narodowy, Malé |                  |           |                                             |   |           |           |       |
|  |                                             |                  |           |                                             |   |           |           |       |
|  | Palestyna                                   | Palestyna        | 2         |                                             |   |           |           |       |
|  | Palestyna                                   | Palestyna        | 2         | 30.05.15 – Piłkarski Stadion Narodowy, Malé |   |           |           |       |
|  | Afganistan                                  | Afganistan       | 0         |                                             |   |           |           |       |
|  | Afganistan                                  | Afganistan       | 0         |                                             |   | Palestyna | Palestyna | 1     |
|  | 27.05.14 – Piłkarski Stadion Narodowy, Malé |                  |           |                                             |   | Palestyna | Palestyna | 1     |
|  |                                             |                  | Filipiny  | Filipiny                                    | 0 |           |           |       |
|  | Filipiny (dogr.)                            | Filipiny (dogr.) | Filipiny  | Filipiny                                    | 0 | 3         |           |       |
|  | Filipiny (dogr.)                            | Filipiny (dogr.) |           |                                             |   |           |           |       |
|  | Malediwy                                    | Malediwy         | 2         |                                             |   |           |           |       |
|  | Malediwy                                    | Malediwy         | 2         | Mecz o 3. miejsce                           |   |           |           |       |
|  |                                             |                  |           |                                             |   |           |           |       |
|  | 29.05.15 – Piłkarski Stadion Narodowy, Malé |                  |           |                                             |   |           |           |       |
|  |                                             |                  |           |                                             |   |           |           |       |
|  | Afganistan                                  | Afganistan       | 1(7)      |                                             |   |           |           |       |
|  | Afganistan                                  | Afganistan       | 1(7)      |                                             |   |           |           |       |
|  | Malediwy (kar.)                             | Malediwy (kar.)  | 1(8)      |                                             |   |           |           |       |
|  | Malediwy (kar.)                             | Malediwy (kar.)  | 1(8)      |                                             |   |           |           |       |

### Półfinały
| 27 maja 2014 12:30 | Palestyna · Nu'man 43' (k.), 47' | 2–0Raport | Afganistan | Piłkarski Stadion Narodowy, Malé Widzów: 500 Sędzia: Ko Hyung-jin |
|                    |                                  |           |            |                                                                   |

| 27 maja 2014 18:00 | Filipiny · P. Younghusband 19' · Lucena 38' · C. Greatwich 104' | 3–2 (dogr.)Raport | Malediwy · Umair 36' · Abdulla 66' | Piłkarski Stadion Narodowy, Malé Widzów: 8 300 Sędzia: Abdullah Balideh |
|                    |                                                                 |                   |                                    |                                                                         |

### Mecz o 3. miejsce
| 29 maja 2014 18:00                                                                      | Afganistan · Karimi 114' | 1–1 (dogr.) k. 7–8Raport                                                          | Malediwy · Fasir 118' | Piłkarski Stadion Narodowy, Malé Widzów: 6 500 Sędzia: Dmitriy Mashentsev |
|                                                                                         |                          |                                                                                   |                       |                                                                           |
|                                                                                         |                          | Rzuty karne                                                                       |                       |                                                                           |
| Alikhil · Zazai · Hadid · Karimi · Faqiryar · Sharityar · Daudi · Sakhizada · Shayesteh |                          | Ashfaq · Abdul Ghanee · Fasir · Rilwan · Qasim · Rasheed · Ali · Mohamed · Fazeel |                       |                                                                           |

### Finał
| 30 maja 2014 18:00 | Palestyna · Nu'man 59' | 1–0Raport | Filipiny | Piłkarski Stadion Narodowy, Malé Widzów: 6 300 Sędzia: Valentin Kovalenko |
|                    |                        |           |          |                                                                           |